# 维勒潘特站
维勒潘特站（法語：Gare de Villepinte），是法国大区快铁B线B3支线的一个铁路车站，位于塞纳-圣但尼省维勒潘特。于1977年开通，属于第四收费区（法語：Zone 4）。